# Castellnou Edicions
Castellnou Edicions és un segell editorial de Didacta Plus S.L. Té la seu a la ciutat de Barcelona. Des de l'any 1994, Castellnou Edicions ha publicat materials per a l'ensenyament a Catalunya. Sobretot coneguda pels seus llibres de text, Castellnou Edicions també elabora materials de reforç i d'ampliació, lectures, guies didàctiques, CD, carpetes de recursos per al professorat, etc. I recentment s'ha endinsat en el món dels recursos multimèdia per al professorat.
L'editorial edita materials de llengua catalana, tant per als alumnes d'Educació Primària, Educació Secundària Obligatòria i Batxillerat com per a les persones adultes que preparen exàmens oficials de nivell. Actualment edita llibres de text digitals que permeten introduir a l'aula recursos nous i també recursos que ja es feien servir (àudios, vídeos) d'una manera senzilla. El seu objectiu principal és facilitar, a docents i alumnes, l'ensenyament i l'aprenentatge de totes les matèries curriculars. També publica tota mena de materials educatius per alumnes i professors adaptats al currículum actual de la Generalitat de Catalunya i la col·lecció Pensant en els altres, una col·lecció de contes il·lustrats sobre convivència, mediació i gestió positiva de conflictes, que té com a objectiu principal que els alumnes aprenguin a resoldre de manera pacífica els conflictes quotidians.

## Col·leccions[6]
- Col·lecció Kalafat, col·lecció de clàssics adaptats seguint les directrius de Lectura Fàcil amb l'objectiu d'aconseguir que les persones amb problemes de comprensió lectora també arribin a llegir alguns clàssics universals com Mary Poppins, L'illa del tresor, El llibre de la selva o La volta al món en vuitanta dies.
- Primeres pàgines, col·lecció de narrativa il·lustrada que té com a objectiu que els primers lectors s'ho passin bé llegint. Formada per 20 títols, a Primeres pàgines s'expliquen històries divertides d'uns entranyables personatges entre els quals destaquen la vaca Taca, el núvol Ot, l'elefanta Samanta, l'aneguet Benet i l'arbre Jan.
- Peix volador, col·lecció d'àlbums il·lustrats de nova creació dirigits a nens i nenes a partir de 5 anys. Els cinc primers títols han estat curosament pensats i creats per joves autors i il·lustradors de tot l'Estat que comparteixen el talent i la passió per la literatura. Els títols amb què s'ha iniciat aquesta col·lecció són: Els colors d'en Silvà, escrit per Roberto Aliaga i il·lustrat per Carles Arbat; La gallina Crestablava, escrit per Daniel Nesquens i il·lustrat per Mariona Cabassa; La ullera de llarga vista, escrit per Marta Serra Muñoz i il·lustrat per Violeta Lópiz; Gegant de mica en mica, escrit per Pablo Albo i il·lustrat per Aitana Carrasco, i Sigues valent, Bru!, escrit per Anna Gasol i Teresa Blanch i il·lustrat per Rocío Martínez.
- L'Esquirol Poruc, col·lecció que explica les aventures del personatge neuròtic i encantador creat per Mélanie Watt. L'Esquirol Poruc i L'Esquirol Poruc fa un amic són els dos primers títols de la col·lecció.
- El Jove Sherlock Holmes, sèrie creada pel canadenc Shane Peacock, que narra les aventures adolescents del famós detectiu londinenc. L'ull del corb és primer títol de la col·lecció.